# Wesleyan Methodist Church
Wesleyan Methodist Church, den ursprungliga brittiska metodistkyrkan.
Blev känd under detta namn för att skilja den från andra metodistiska kyrkor i Storbritannien.
1932 gick man samman med the United Methodist Church och the Society of the Primitive Methodists och bildade Brittiska Metodistkyrkan.